# براتشيانو
براتشيانو هي بلدة تقع في العاصمة روما في إيطاليا .

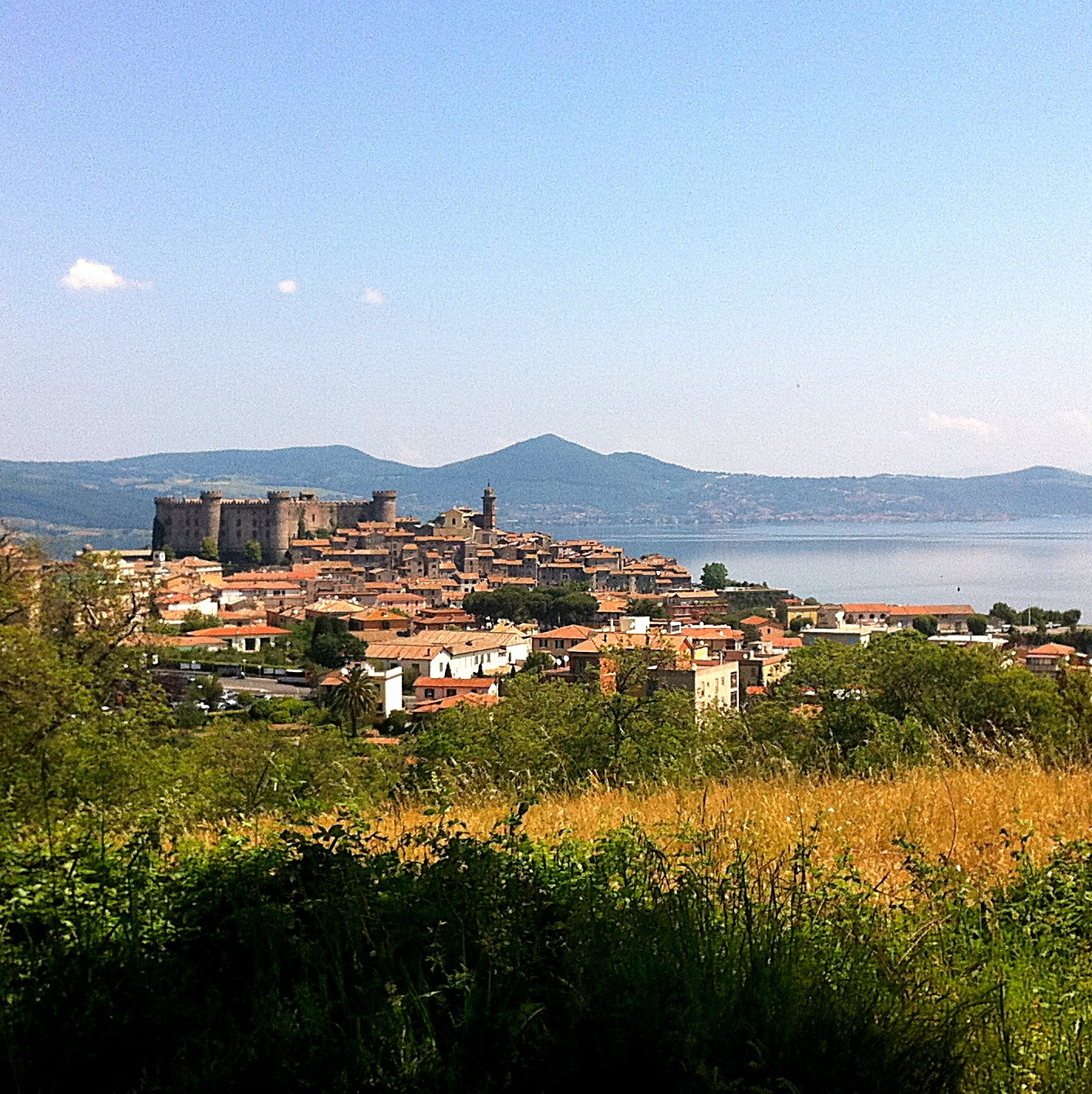
براتشيانو

## المناخ
يظهر الجدول التالي التغييرات المناخية على مدار السنة لبراتشيانو:
| البيانات المناخية لـبراتشيانو     | البيانات المناخية لـبراتشيانو | البيانات المناخية لـبراتشيانو | البيانات المناخية لـبراتشيانو | البيانات المناخية لـبراتشيانو | البيانات المناخية لـبراتشيانو | البيانات المناخية لـبراتشيانو | البيانات المناخية لـبراتشيانو | البيانات المناخية لـبراتشيانو | البيانات المناخية لـبراتشيانو | البيانات المناخية لـبراتشيانو | البيانات المناخية لـبراتشيانو | البيانات المناخية لـبراتشيانو | البيانات المناخية لـبراتشيانو |
| الشهر                             | يناير                         | فبراير                        | مارس                          | أبريل                         | مايو                          | يونيو                         | يوليو                         | أغسطس                         | سبتمبر                        | أكتوبر                        | نوفمبر                        | ديسمبر                        | المعدل السنوي                 |
| --------------------------------- | ----------------------------- | ----------------------------- | ----------------------------- | ----------------------------- | ----------------------------- | ----------------------------- | ----------------------------- | ----------------------------- | ----------------------------- | ----------------------------- | ----------------------------- | ----------------------------- | ----------------------------- |
| متوسط درجة الحرارة الكبرى °م (°ف) | 9 (48)                        | 11 (51)                       | 13 (55)                       | 16 (60)                       | 21 (69)                       | 25 (77)                       | 29 (84)                       | 29 (84)                       | 25 (77)                       | 19 (66)                       | 14 (57)                       | 10 (50)                       | 18 (64)                       |
| متوسط درجة الحرارة الصغرى °م (°ف) | 3 (37)                        | 4 (39)                        | 5 (41)                        | 7 (44)                        | 11 (51)                       | 14 (57)                       | 17 (62)                       | 17 (62)                       | 15 (59)                       | 11 (51)                       | 7 (44)                        | 4 (39)                        | 9 (48)                        |
| الهطول مم (إنش)                   | 110 (4.4)                     | 99 (3.9)                      | 86 (3.4)                      | 76 (3)                        | 56 (2.2)                      | 43 (1.7)                      | 18 (0.7)                      | 46 (1.8)                      | 97 (3.8)                      | 94 (3.7)                      | 150 (5.9)                     | 130 (5.1)                     | 1٬000 (39.5)                  |
| المصدر: Weatherbase               |                               |                               |                               |                               |                               |                               |                               |                               |                               |                               |                               |                               |                               |

## السكان
في سنة 1871 بلغ عدد السكان 2٬527 نسمة، وتطور العدد ليصل في سنة 2011 لـ 18٬549 نسمة.
يظهر هذا المخطط البياني تطور النمو السكاني لـ براتشيانو

## توأمة
لبراتشيانو اتفاقيات توأمة مع كل من:
- نويزيس
- شاتيناي مالابري
- هوخيفين

## أعلام
- جيانلوكا ماركيتي
- ماركو دافيدي